# Lore Maria Peschel-Gutzeit

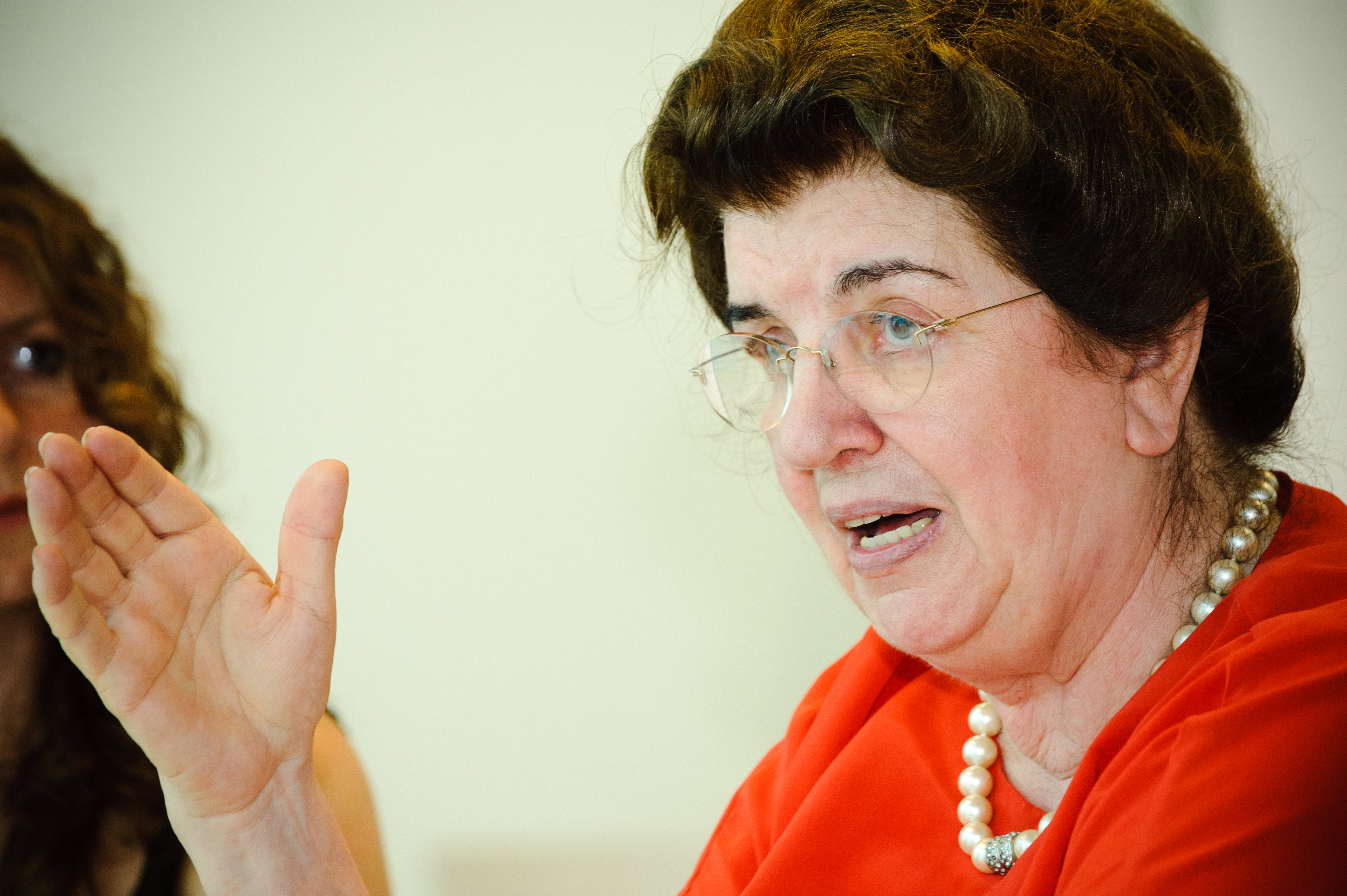
Lore Maria Peschel-Gutzeit, 2010

Lore Maria Peschel-Gutzeit (* 26. Oktober 1932 in Hamburg; † 2. September 2023 in Berlin) war eine deutsche Juristin und Politikerin (SPD).

## Leben und Wirken

### Kindheit und Jugend
Peschel-Gutzeit wurde als Tochter eines aus Gera stammenden, promovierten Volkswirtes und einer Lehrerin in Hamburg geboren. Von hier stammte auch die Familie der Mutter, die während des Ersten Weltkrieges verarmte Kaufmannsfamilie Brüggmann. Der Vater war keine prägende Person im Leben Peschel-Gutzeits, weswegen sie in ihrer Autobiografie ihren Adoptivvater, den ehemaligen Wehrmachtsgeneral Hans Gutzeit, als leiblichen Vater angab. Dieser adoptierte sie jedoch erst bei Volljährigkeit. Bis dahin hieß sie, wie ihre Mutter, Brüggmann. Sie hatte eine vier Jahre ältere Halbschwester aus der ersten Ehe der Mutter. Nach der Bombardierung Hamburgs und Kinderlandverschickung zusammen mit der Halbschwester kehrte sie 1946 nach Hamburg zurück.

### Beruflicher Werdegang
Peschel-Gutzeit studierte ab 1951 Rechtswissenschaften an der Universität Hamburg und der Albert-Ludwigs-Universität Freiburg und schloss ihre juristische Ausbildung 1959 mit der Zweiten juristischen Staatsprüfung ab. Anschließend war sie zunächst kurz als Rechtsanwältin tätig, dann wurde sie Richterin am Landgericht Hamburg.
Früh legte Peschel-Gutzeit ihre Schwerpunkte auf Familienrecht, Kinderrechte und auf die Gleichberechtigung von Frauen und Männern. Im Jahr 1956 trat sie dem Deutschen Juristinnenbundes (DJB) als Referendarin bei. Sie war von 1977 bis 1981 Vorsitzende des DJB und wirkte in djb-Kommissionen mit, insbesondere den Kommissionen Beamtenrecht, Rentenrecht, Steuerrecht, Jugendhilferecht und Familienrecht. 1988 trat sie in die SPD ein.
Ab 1972 war Peschel-Gutzeit Familienrichterin am Hanseatischen Oberlandesgericht in Hamburg, wo sie 1984 nach einigen internen Querelen als erste Frau zur Vorsitzenden eines Familiensenats ernannt wurde. 1990 wurde sie an der Universität Freiburg mit der Arbeit Das Recht zum Umgang mit dem eigenen Kinde. Eine systematische Darstellung zum Dr. jur. promoviert.
1988 veröffentlichte die Zeitschrift Emma im Rahmen ihrer PorNO-Kampagne einen in Zusammenarbeit mit Peschel-Gutzeit erarbeiteten Gesetzesentwurf, der jedoch nicht umgesetzt wurde.
1991 wurde sie von der Bürgerschaft in den Hamburger Senat gewählt und gehörte dem Senat Voscherau II an. Sie wurde Justizsenatorin. Sie verblieb in diesem Ressort bis Ende 1993, als die SPD die absolute Mehrheit verlor und eine Koalition mit der STATT Partei einging (Senat Voscherau  III).
1994 wurde sie zur Nachfolgerin von Jutta Limbach als Justizsenatorin in Berlin in den Senat Eberhard Diepgens (Senat Diepgen III) berufen.
Aus diesem Amt schied sie 1997 aus, um erneut das Justizressort in Hamburg zu übernehmen, diesmal unter Ortwin Runde (SPD) in einer Koalition mit Bündnis 90/Die Grünen. Nach dem Verlust der Regierungsmehrheit bei der Bürgerschaftswahl am 23. September 2001 schied Peschel-Gutzeit aus dem Amt und kehrte der Politik den Rücken.
Während ihrer Tätigkeit als Justizsenatorin in Hamburg, Berlin und anschließend wieder in Hamburg legte Peschel-Gutzeit ihren Schwerpunkt auf die rechtliche Durchsetzung der im Grundgesetz verankerten Gleichberechtigung von Mann und Frau. Obwohl sie auf heftige Gegenreaktionen stieß, konnte sie dementsprechende Gesetzesvorlagen verwirklichen, z. B. die sogenannte Lex Peschel (§ 92 BBG), in der festgeschrieben wurde, dass Beamte aus familiären Gründen Teilzeitarbeit leisten können. Ebenfalls setzte sie sich in einem Artikel der Neuen Juristischen Wochenschrift für das „Wahlrecht von Geburt an“ ein, ausgeübt bis zur Volljährigkeit durch die Eltern.
Peschel-Gutzeit arbeitete mehr als 30 Jahre als Familienrichterin in Hamburg, dort war sie die erste Senatspräsidentin. Sie setzte sich für das gemeinsame elterliche Sorgerecht ein und bestand darauf, dass erst die Kinder angehört werden. Von 2002 arbeitete sie als Anwältin in Berlin, ab 2019 bis zu ihrem Tod in der von ihr gegründeten „Fachkanzlei für Familien- und Erbrecht Peschel-Gutzeit, Fahrenbach & Breuer“.
2019 erhielt sie für ihre Pionierarbeit im Bereich der Frauenrechte den Marie Juchacz-Frauenpreis des Landes Rheinland-Pfalz.

### Ehrenamtliche Tätigkeit
Im Jahr 1977 gehörte sie zu den Gründungsmitgliedern der Deutschen Liga für das Kind. Mehr als 30 Jahre war sie im Vorstand der Liga tätig. Seit 1996 war sie Vorsitzende des Kuratoriums der Liga. Im Jahr 2012 ernannte sie die Mitgliederversammlung zur Ehrenpräsidenten. Innerhalb der Liga setzte sie den politischen Schwerpunkt Kinderrechte. Sie forderte die Umsetzung der UN-Kinderrechtskonvention und ein Wahlrecht ab Geburt.
Peschel-Gutzeit war Mitglied der Expertenkommission Familie der Bertelsmann Stiftung (2006–2009). Von 2012 bis 2015 gehörte sie der interdisziplinären Expertenkommission Arbeits- und Lebensperspektiven in Deutschland an.
Sie war Mitglied im Deutschen Kinderschutzbund, im Deutschen Kinderhilfswerk, im Überseeclub in Hamburg, im Verein Berliner Kaufleute und Industrieller, im Capital Club Berlin, in den Fördervereinen für das Konzerthaus Berlin und die Deutsche Oper.

### Persönliches
Ihre erste Ehe mit einem todkranken Kollegen endete 1958 durch dessen Tod und blieb kinderlos. Im Jahre 1961 heiratete sie den ebenfalls am Landgericht in Hamburg tätigen Strafrichter Horst Peschel, mit dem sie drei Kinder hatte. Die Ehe wurde im Jahre 1973 geschieden.
Im Februar 2019 hatte sie einen schweren Unfall. Auf einer Tankstelle wurde Peschel-Gutzeit von einem Kleinlaster überfahren und an der Wirbelsäule schwer verletzt. Sie konnte sich nur noch mit einem Rollator und einem Rollstuhl fortbewegen.
Unter dem Titel Selbstverständlich gleichberechtigt veröffentlichte Peschel-Gutzeit im Jahr 2012 ihre Autobiografie. Sie verstarb am 2. September 2023 in Berlin.

## Ehrungen
- Berliner Stadtälteste 2004
- Verdienstkreuz I. Klasse der Bundesrepublik Deutschland 2004
- Hammonia-Preis des Landesfrauenrates Hamburg 2014[17]
- Marie Juchacz-Frauenpreis des Landes Rheinland-Pfalz 2019

## Veröffentlichungen
- Verfahren und Rechtsmittel in Familiensachen, Beck, München 1988.
- Das Recht zum Umgang mit dem eigenen Kinde. Eine systematische Darstellung. Schweitzer, Berlin 1989, zugleich Dissertation, Freiburg 1990.
- Hrsg., Das Nürnberger Juristen-Urteil von 1947. Historischer Zusammenhang und aktuelle Bezüge, Baden-Baden 1996.
- Aufarbeitung von Systemunrecht durch die Justiz, Berlin 1996.
- Unterhaltsrecht aktuell. Die Auswirkungen der Unterhaltsreform auf die Beratungspraxis, Baden-Baden 2008.
- Selbstverständlich gleichberechtigt. Hoffmann und Campe, Hamburg 2012, ISBN 978-3-455-50248-0 (Autobiografie).